# Caccobius mundus
Caccobius mundus är en skalbaggsart som beskrevs av Ménétriès 1838. Caccobius mundus ingår i släktet Caccobius och familjen bladhorningar. Inga underarter finns listade.